# Chouinard Art Institute
Chouinard Art Institute var en konstskola i Los Angeles i Kalifornien i USA, som var verksam 1921–1961. 
Chouinard Art Institute grundades av konstnären och pedagogen Nelbert Chouinard i syfte att få till stånd en högkvalitativ konstskola på den amerikanska västkusten. Skolan växte under de första årtiondena och erkändes 1935 av delstaten Kalifornien formellt som en icke-vinstdrivande utbildningsinstitution. Skolan låg vid South Grand View Street strax sydväst om MacArthur Park i Westlake, något väster om Downtown, Los Angeles. Skolbyggnaden finns kvar och är numera en kyrka.
År 1929 började Walt Disney att skjutsa sina formellt outbildade tecknare med bil till kvällskurser på fredagskvällar, en tradition som upprätthölls under många år.
Många år senare kontrakterade Disney läraren på Chouinard Art Institute Donald W. Graham (1883–1976) att hålla i formell utbildning på Walt Disney Productions teckningateljé i Hollywood. Chouinard Art Institute användes senare av Disney som plantskola och rekryteringsplats för de tecknare som gjorde filmerna Snövit och de sju dvärgarna 1937, Pinicchio 1940 och Bambi 1942. Under tidigt 1950-tal fick Nelbert Chouinard en stroke och kunde inte längre leda skolans verksamhet. Walt Disney gick då in med finansiellt stöd och tog över skolans administrativa drift.

## California Institute of the Arts
År 1961 tog Walt och hans bror Roy O. Disney initiativ till att slå samman Chouinard Art Institute och Los Angeles Conservatory till California Institute of the Arts.